# Horsfieldia sterilis
Horsfieldia sterilis là một loài thực vật thuộc họ Myristicaceae. Đây là loài đặc hữu của Malaysia.